# ハーベイ・ファイアストーン

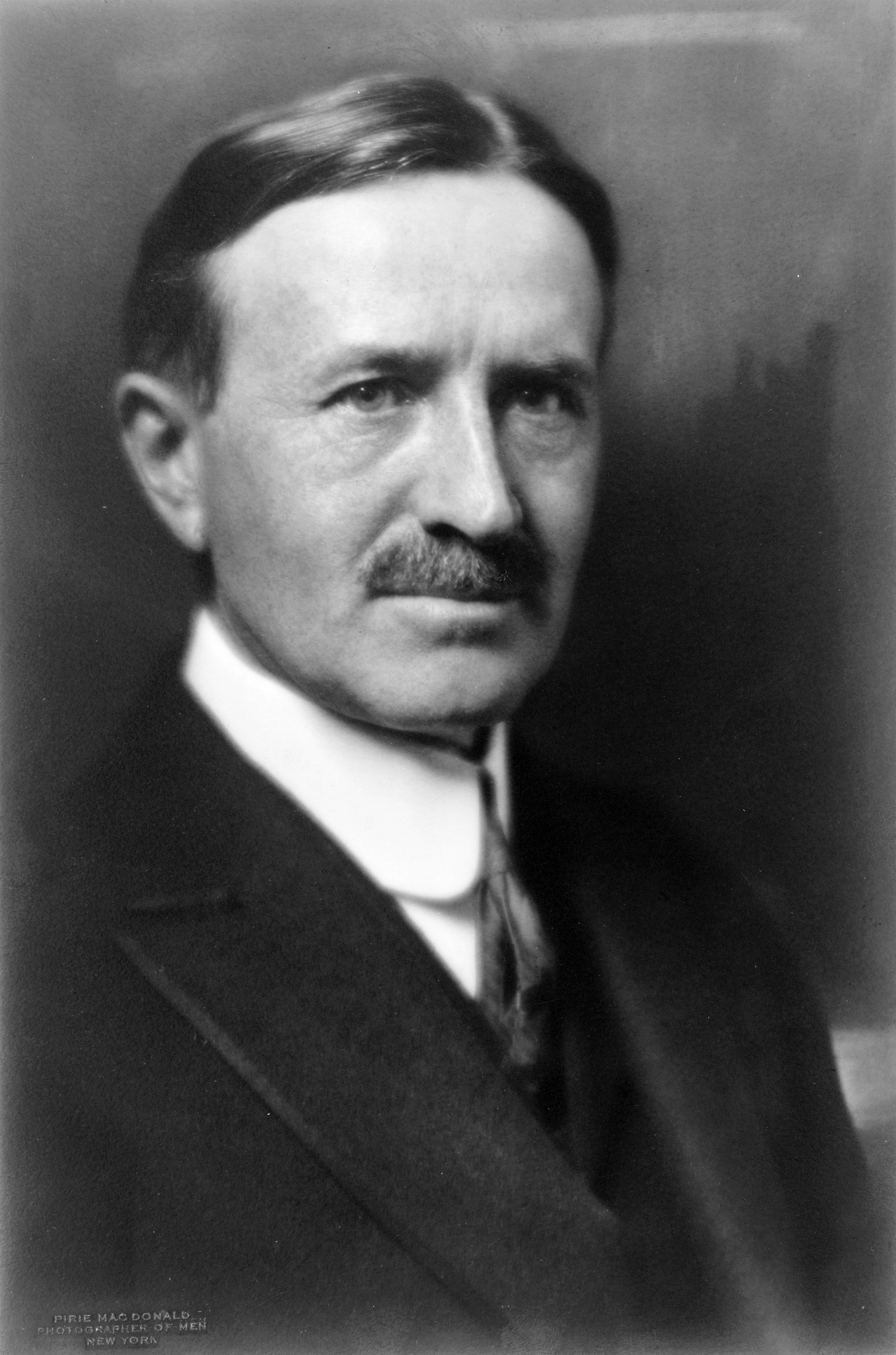
ハーベイ・ファイアストーン

ハーベイ・サミュエル・ファイアストーン（Harvey Samuel Firestone, 1868年12月20日 - 1938年2月7日）は、アメリカ合衆国の企業家。ファイアストン・タイヤ・アンド・ラバー・カンパニーを創立した。20世紀前半にアメリカを世界の工場へと導いた企業家のうちの一人。

## 概要
ファイアストーン家はアルザスに起源を持つドイツ系移民の家系であり、元の姓はフォイアーシュタイン（Feuerstein）。
ファイアストーンはオハイオ州の小さな町コロンビアナにドイツ系アメリカ人として生まれた。彼は馬車会社で働いた後、1890年に会社を設立し馬車用のゴムタイヤを製造し始めた。
1904年にファイアストーンはヘンリー・フォードの自動車用のタイヤ製造を行った。1900年にはファイアストン・タイヤ・アンド・ラバー・カンパニーを創立し、同社は世界最大の会社の一つとなる。ファイアストーンはタイヤ製造と共にゴムの木からゴムを安定供給することに関わった。同社は一時期リベリアに4,000km2（100万エーカー）に及ぶゴム園を保有した。
ファイアストーン、フォードおよびトーマス・エジソンは当時アメリカ産業界におけるリーダーと見なされ、彼らはしばしば共に働き、また共に休暇を取った。エジソンは1969年、ファイアストーンは1974年に、それぞれ自動車殿堂入りをしている。